# Лілі Якоб
Лілі Якоб (1925, село Білки, Чехословаччина, сьогодні Україна — 1999, США) — в'язень Освенцима, берегиня «Альбому Аушвіца».

## Біографія
Лілі Якоб  була старшою дитиною в сім'ї Якобів із села Білки і мала п'ятьох молодших братів: Моше-Арон, Зісл, Моше-Герш, близнюків Сруль і Сейлек. Батько Ліллі Мартін торгував кіньми.
Лілі Якоб потрапила до Освенцима, коли їй було 18 років. Після того, як вона була визнана придатною для трудових робіт, її перевели до концтабору Дора-Міттельбау під Бухенвальдом, де вона захворіла на тиф.
У квітні 1945 року концтабір Дора-Міттельбау був звільнений американською армією. Після визволення, Лілі в одній із казарм СС, випадково знайшла «Альбом Аушвіца», на сьогодні це єдине візуальне свідчення масового вбивства євреїв, що збереглося, в таборі Освенцім. На знімках з альбому Аушвіца відображені прибуття, відбір, примусова праця або знищення євреїв, які прибули до Аушвіца наприкінці травня — на початку червня 1944 року.
В альбомі Лілі Якоб із подивом виявила фотографії своїх знайомих, родичів та навіть себе. Цей альбом вона забрала з собою на батьківщину. В альбомі зі 193 фотографій — угорські євреї, привезені в Освенцім у 1944 році. До сьогодні, залишається загадкою, як цей альбом потрапив до Дора-Міттельбау, хто і для чого робив для нього знімки.
Після звільнення з концтабору Лілі повернулася до рідного села Білки та виявила, що залишилася єдиною, що вижила із родини. Пізніше одружилася з довоєнним знайомим — Максом Зельмановичем, і вони перебралися до Чехословаччини. Пізніше Лілі Якоб із чоловіком та донькою Естер мігрували у США, до Маямі, штат Флорида. Після смерті чоловіка вона вийшла заміж за Еріка Меєра з Ганновера в 1978 році, у другому шлюбі вона взяла прізвище Мейєр (Meier).
У 1960-х роках альбом був наданий як доказ на судовому процесі проти нацистських злочинів у Франкфурті. Як свідок брала участь у процесі в Освенцимі у Франкфурті в 1963 році з колекцією фотографій (118-й день суду).
У 1980 році французький адвокат та історик, відомий мисливець за нацистами Серж Кларсфельд зміг переконати її залишити альбом на зберігання в меморіалі Яд Вашем. Вона відвідала Єрусалим, показала альбом його тодішньому прем'єр-міністру Менахему Беґіну та подарувала меморіалу, де він зберігається донині.

## «Альбом Аушвіца»
Майже всі з 193 фотографій показують прибуття полонених угорських євреїв із Закарпаття до концтабору Освенцим на початку літа 1944 року. Багато з зображених людей, як і сім'я Якоба, були депортовані в потягах з Берегова. Наскільки відомо, це єдине фотографічне свідчення прибуття «транспорту євреїв» на поїзді в нацистський табір знищення євреїв, KZ Освенцім II у «Провінції Сілезії» (або Верхня Сілезія — на захід від Кракову), який після поразки Польщі був анексований як німецький. Фотографії, ймовірно, були зроблені членами охорони Тотенкопфа СС (професійними фотографами) після прибуття трьох поїздів. Фотографії в альбомі показують майже весь хід відбору угорських ув'язнених до того, як вони були вбиті. Як наслідок, якість зображення суттєво відрізняється від чотирьох секретних записів ув'язненого Алекса (Альберто Еррера) із спецпідрозділу процесів винищення, які, напевно, були зроблені приблизно в той самий час і в тому ж місці.